# Сиријска фунта
Сиријска фунта (арап. الليرة السورية) је званична валута у Сирији. Међународни код је SYP. Издаје је Централна банка Сирије. У 2009. години инфлација је износила 3,8%. Састоји се од 100 пијастри.
На новчаницама су се налазила три језика, енглески, француски и арапски. Стога постоје три назива за валуту - фунта, лира и кирш.
Постоје новчанице у износима 50, 100, 200, 500 и 1000 фунти и кованице 	1, 2, 5, 10 и 25 фунти.